# Сан-Лейкс (Аризона)
Сан-Лейкс (англ. Sun Lakes) — переписна місцевість (CDP) в США, в окрузі Марікопа штату Аризона. Населення — 14 868 осіб (2020).

## Географія
Сан-Лейкс розташований за координатами 33°12′53″ пн. ш. 111°52′12″ зх. д. / 33.21472° пн. ш. 111.87000° зх. д. (33.214790, -111.869917).  За даними Бюро перепису населення США в 2010 році переписна місцевість мала площу 13,82 км², з яких 13,77 км² — суходіл та 0,06 км² — водойми.

## Демографія
Згідно з переписом 2010 року, у переписній місцевості мешкало 13 975 осіб у 8218 домогосподарствах у складі 5091 родини. Густота населення становила 1011 особа/км².  Було 10028 помешкань (725/км²).
Расовий склад населення:
| - 97,0 % — білих - 1,2 % — чорних або афроамериканців - 0,8 % — азіатів - 0,2 % — корінних американців |

До двох чи більше рас належало 0,5 %. Частка іспаномовних становила 1,8 % від усіх жителів.
За віковим діапазоном населення розподілялося таким чином: 0,3 % — особи молодші 18 років, 26,8 % — особи у віці 18—64 років, 72,9 % — особи у віці 65 років та старші. Медіана віку мешканця становила 71,3 року. На 100 осіб жіночої статі у переписній місцевості припадало 78,4 чоловіків;  на 100 жінок у віці від 18 років та старших — 78,4 чоловіків також старших 18 років.
Середній дохід на одне домашнє господарство  становив 61 933 долари США (медіана — 51 384), а середній дохід на одну сім'ю — 73 489 доларів (медіана — 63 826). Медіана доходів становила 51 700 доларів для чоловіків та 40 467 доларів для жінок. За межею бідності перебувало 6,2 % осіб, у тому числі 16,8 % дітей у віці до 18 років та 6,1 % осіб у віці 65 років та старших.
Цивільне працевлаштоване населення становило 2637 осіб. Основні галузі зайнятості: роздрібна торгівля — 20,7 %, фінанси, страхування та нерухомість — 17,3 %, освіта, охорона здоров'я та соціальна допомога — 14,7 %, науковці, спеціалісти, менеджери — 14,5 %.